# Ministère des Affaires sociales (Pays-Bas)
Pour les articles homonymes, voir Ministère des Affaires sociales.
Le ministère des Affaires sociales et de l'Emploi (Ministerie van Sociale Zaken en Werkgelegenheid, SZW, en néerlandais) est le département ministériel supervisant la politique sociale du royaume des Pays-Bas. 
L'actuel ministre des Affaires sociales et de l'Emploi est Eddy van Hijum, du Nouveau Contrat social (NSC).

## Organisation

### Compétences
Le ministère des Affaires sociales est compétent en matière d'emploi, de marché du travail, de promotion de l'emploi des chômeurs de longue durée, handicapés, minorités, de santé et sécurité au travail, de revenu minimum garanti, de fixation du salaire minimum et de prestations sociales, de démocratie sociale et protection juridique des salariés.

### Structures
- Ministre des Affaires sociales et de l'Emploi (Minister van Sociale Zaken en Werkgelegenheid) ; 
  - Secrétaire général (Secretaris-generaal) ; 
    - Vice-secrétaire général ;
    - Direction générale de la Participation et du Revenu garanti ;
    - Direction générale de l'Emploi ;
    - Inspection générale du ministère.

## Histoire

### Changements de nom

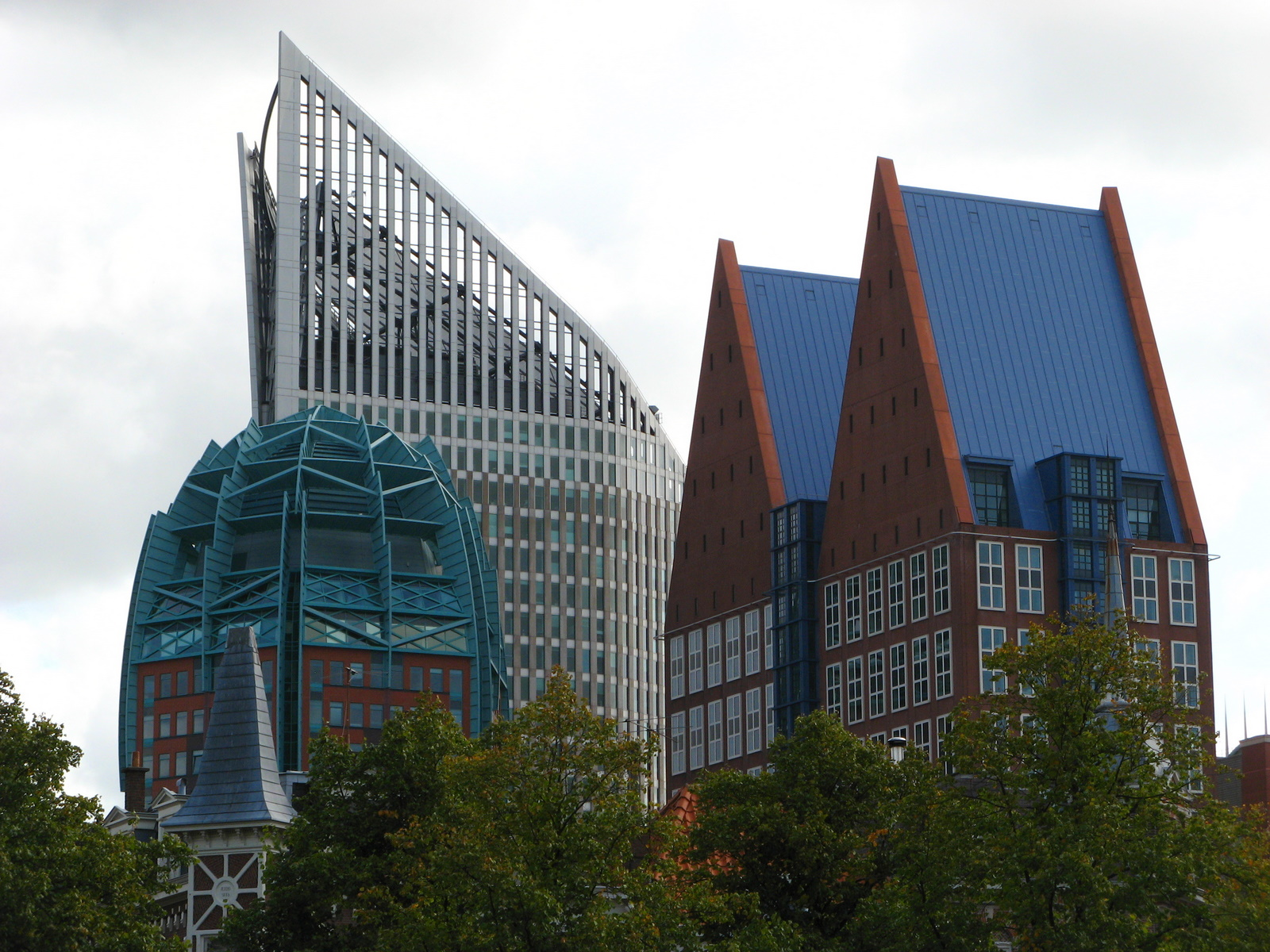
Le siège du ministère sur la droite, partageant ses locaux avec le ministère de la Santé, du Bien-être et des Sports.

Le 9 septembre 1918, le président du Conseil des ministres chrétien-démocrate Charles Ruijs de Beerenbrouck, lors de la formation de son premier gouvernement, décide la création du « ministère du Travail » (Ministerie van Arbeid).
En 1923, à la faveur d'un remaniement ministériel, il devient le « ministère du Travail, du Commerce et de l'Industrie » (Ministerie van Arbeid, Handel en Nijverheid), puis le « ministère des Affaires économiques et du Travail » (Minister van Economische Zaken en Arbeid) lors d'un nouveau remaniement du gouvernement, en 1929. Quatre ans plus tard, il prend le titre de « ministère des Affaires sociales » (Ministerie van Sociale Zaken), qu'il conserve jusqu'en 1951, année où il se voit attribuer la dénomination de « ministère des Affaires sociales et de la Santé publique » (Ministerie van Sociale Zaken en Volksgezondheid).
De nouveau « ministère des Affaires sociales » en 1971, il prend son nom actuel dix ans plus tard.

### Ministres des Affaires sociales
Dans le cabinet de Dick Schoof, formé en 2024, le ministre des Affaires sociales et de l'Emploi est Eddy van Hijum, du Nouveau Contrat social (NSC).